# زارح
زارح أو رزح الكوشي (معنى اسمه الثائر أو الطالع) وهو أحد الملوك الكوشيين (وورد في كتب التاريخ الإسلامي انه حكم الهند) حكم في الفترة حوالي 900 قبل الميلاد، وكان جبّاراً عاتياً عظيم السلطان قد أطاعه أكثرالبلاد، وكان يدعو الناس إلى عبادته. استنجد به بنو إسرائيل عندما حكم مملكة يهوذا آسا بن ابيا (آسا ملك يهوذا)، -ويقال آسا هو ابن أبيام وحفيد رحبعام- ونهاهم عن عبادة الاصنام، ففرَ نفرٌ منهم إلى المملكة الكوشية وشكوا لزارح ما فعل بهم آسا ووصفوا له البلاد وكثرتها وقلة عسكرها وضعف ملكها وأطمعوه فيها. فأرسل الجواسيس فأتوه بأخبارها، فلما تيقن الخبر جمع العساكر و«اعد العدة بجيش قوي (ألف ألف) أي مليون جندي، بينما آسا لم يستطيع أن يجمع سوى نصف هذا العدد (580 ألف)»، وسار إلى الشام في البحر فهاجمها في معركة مريشة (ومعناها المكان المرتفع أو القمة)، وانكسر زارح/رزح في تلك المعركة حيث ورد في مدونات التاريخ المسيحية ان «زارح الحبشي صعد من الجنوب بجيش كبير من مليون رجل والتقى عند مريشة بجيش الملك آسا، فدارت معركة في تلك المنطقة انتصر فيها يهوذا بمساعدة إلهية، ثم طارد آسا الجيش الحبشي المهزوم مسافة 35 كلم (22 ميلا) تقريبا إلى جرار، جنوب غرب مريشة»، وقُتلَ كثيرونَ من جيشه، فتبدد شمله ورجع على أعقابه خاسراً، وأما آسا فعاد إلى عاصمته منتصراً.